# L'Insoumis (film, 1964)
Pour les articles homonymes, voir L'Insoumis.
Pour plus de détails, voir Fiche technique et Distribution.
L’Insoumis est un film français d'Alain Cavalier sorti en 1964.

## Synopsis
En 1959, pendant la guerre d'Algérie, le jeune Luxembourgeois Thomas Vlassenroot combat en Kabylie au sein de la Légion étrangère française. Voulant sauver en vain l'un de ses camarades blessé, il désobéit à son chef, le lieutenant Fraser. Quand le putsch des généraux survient en 1961, documenté par des images d'archive, Thomas est devenu déserteur et s'est installé chez son amie Maria qui vit avec son père à Alger ; il veut désormais regagner son pays d'origine au plus vite. Son ancien lieutenant, devenu un membre de l'OAS lui rend alors visite, et lui propose une mission : il s'agit d'enlever et de séquestrer l'avocate Dominique Servet venue de Lyon pour défendre des combattants algériens. En échange, Thomas négocie de l'argent pour payer son voyage. Avec l'aide d'Amério, un « pied-noir », et de Fraser, la jeune femme est capturée en plein jour. Elle est ensuite amenée dans un grand appartement en travaux où Félicien, un autre prisonnier est également emprisonné, sous la bonne garde de Thomas et d'Amério. Torturée par la soif, l'avocate implore Thomas de lui donner à boire. Ce dernier finit par s'apitoyer mais il est surpris par Amério qui le menace de son arme le qualifiant de traître. En abattant son compagnon Amério dans un échange de coups de feu, Thomas est lui-même blessé. Pour pouvoir être soigné, il délivre les deux prisonniers après avoir négocié une aide financière de l'avocate et le contact d'un médecin par Félicien. Quand le lieutenant Fraser revient pour vérifier si tout va bien, Thomas l'emprisonne puis s'enfuit avec Dominique et Félicien.
Thomas se fait extraire la balle par le médecin qui lui enjoint de se faire opérer dans les trois jours. Avec l'aide financière de Dominique qui a tenu parole, le déserteur traverse la Méditerranée puis prend le train en direction du Luxembourg. Il décide de s'arrêter à Lyon pour retrouver l'avocate mais après l'avoir revue, il fait un malaise dans son cabinet à cause de sa blessure. Dominique le transporte très vite en voiture dans un petit hôtel discret. Thomas se confie à elle et ils finissent par tomber dans les bras l'un de l'autre, sans se douter qu'ils avaient été suivis par le lieutenant Fraser et son homme de main. Ces derniers pénètrent alors brutalement dans la chambre et menacent les deux amants. Thomas parvient à s'enfuir à nouveau après avoir tué l'un des deux hommes mais en épargnant à nouveau Fraser. Les fugitifs s'engouffrent alors dans leur voiture, et pour éviter les contrôles, Dominique le conduit vers la gare de Chalons. ils doivent cependant forcer un barrage policier et finissent par s'arrêter dans une petite auberge où l'avocate téléphone à Pierre Servet, son mari, qui les rejoint. Thomas souffre de plus en plus. Avec l'aide de Pierre, ils le conduisent à la frontière luxembourgeoise qu'il passe par un chemin de traverse à pied.
Ils l'amènent finalement chez lui, à la ferme familiale qu'il évoquait durant le film. Totalement épuisé, l'ancien militaire remercie Pierre et Dominique puis part seul à pied en direction de la ferme aux ruches. Là-bas, il retrouve sa fillette âgée de 7 ans. Thomas s'approche d'elle mais, à bout de forces, s'écroule sur le plancher avant de mourir.

## Fiche technique
- Réalisation : Alain Cavalier
- Scénario : Alain Cavalier, dialogues de Jean Cau
- Directeur de la photographie : Claude Renoir
- Musique : Georges Delerue
- Sociétés de production : Delbeau Prod Cipra (Paris) et PCM (Rome)
- Distributeur : Metro-Goldwyn-Mayer
- Genre : Drame
- Année : 1964
- Pays : France
- Durée : 114 minutes
- Date de sortie en salles : 25 septembre 1964[1]
- Affiche : Raymond Elseviers (Belgique)

## Distribution
- Alain Delon : Thomas Vlassenroot
- Léa Massari : Dominique Servet
- Georges Géret : le lieutenant Fraser
- Maurice Garrel : Pierre Servet
- Robert Castel : Amério
- Pierre Collet : le gendarme
- Viviane Attia : Maria
- Robert Bazil : le père de Maria
- Paul Pavel  : Félicien
- Camille de Casabianca : la fille de Thomas
- Alain Cavalier : un passant à Lyon[2]

## Production

### Tournage
Le film a été tourné entre le 24 février et le 29 mai 1964.
La scène d'ouverture qui montre Thomas en plein combat dans les montagnes de Kabylie, a été filmée dans le passage nommé le pas de la Demi-Lune dans les calanques de Marseille. La suite du film a été tournée dans la rue Sainte-Françoise, également à Marseille. Quand Thomas prend le train pour retourner dans son pays et qu'il s'arrête à Lyon, les scènes ont été tournées sur place (gare de Lyon-Perrache, rue des Tourelles et quai Jean-Jacques-Rousseau sur la commune de La Mulatière). Plusieurs autres séquences ont été filmées dans les studios de la société Franstudio à Saint-Maurice.

### Bande originale

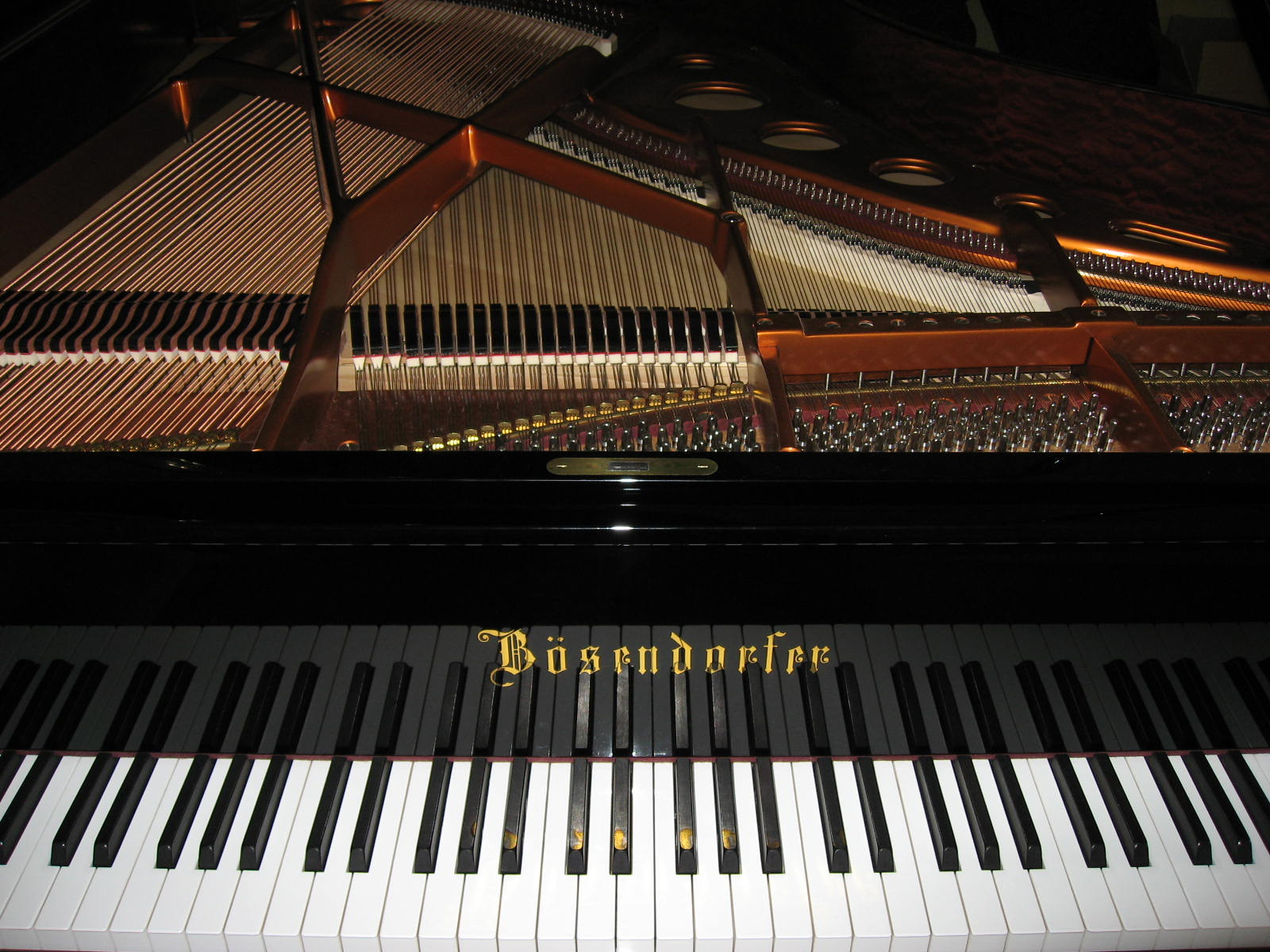
Le piano a un rôle très important dans la dramaturgie de la bande originale.

Après Le Combat dans l'île, son premier long-métrage mis en musique par Serge Nigg (qui avait imaginé pour ce film une partition symphonique sombre et à la limite de l'abstraction), le jeune Alain Cavalier décide de se tourner vers Georges Delerue. Étoile montante de la Nouvelle Vague, le Roubaisien signe avec L'Insoumis une musique tout aussi tourmentée et moderniste. 
Écrite essentiellement pour petit orchestre à cordes et piano, la partition de Georges Delerue est plutôt courte. Par ailleurs, aucune musique n'accompagne le générique, car Cavalier et Delerue ont décidé de ne faire intervenir le Thème de Thomas qu'après cinquante minutes de film, c'est-à-dire très exactement quand Thomas prend conscience qu'il peut mourir des suites de la blessure que lui a infligée Amério. Ce Thème de Thomas est basé sur un ostinato obsessionnel de quatre notes de piano très insistant et qui revient sous diverses formes dans le film (notamment lors de la séquence du voyage en train). Il s'agit de la traduction musicale de la menace qui va hanter le jeune homme jusqu'à la toute dernière image du film.
L'autre thème est lié à la courte relation amoureuse que Thomas entretient avec Dominique dans une chambre d'hôtel à Lyon. Cette musique écrite également pour cordes avec piano soliste est particulièrement ambiguë, parfois hypnotique et installe une impression de malaise très loin du romantisme attendu dans ce type de scène. On peut entendre l'intégralité de ce thème d'amour (précédé par le Thème de Thomas) sur la Suite cinématographique que Laurent Petitgirard a enregistrée en 1986. Ce dernier y dirige l'Orchestre Symphonique de RTL et le célèbre pianiste Jean-Philippe Collard en soliste, avec la bénédiction de Georges Delerue lui-même,.
Plusieurs pistes restent totalement inédites et ne peuvent s'apprécier que dans le film lui-même, notamment un bref mouvement allegro très rapide et dissonant que l'on entend quand les deux amants s'échappent d'un barrage de police et qui ressemble beaucoup au finale allegro vivace du premier quatuor à cordes écrit par le compositeur en 1948.
La partition se conclut par la Mort de Thomas, morceau lent et dramatique, que le réalisateur a décrit comme « un requiem généreux, superbe, qui chantait autant le renouveau de la nature que les derniers moments du voyageur venu mourir dans la ferme où il est né ».
L'insoumis est l'une des très rares bandes originales que Georges Delerue considérait comme digne de figurer dans une suite de concert, mais malgré sa grande qualité, cette partition n'a jamais bénéficié d'une édition discographique intégrale. Seuls quatre extraits de la bande originale ont été publiés à l'époque sous la forme d'un super 45 tours par les Disques Barclay en 1964,.
| Liste des morceaux | Liste des morceaux  | Liste des morceaux | Liste des morceaux | Liste des morceaux | Liste des morceaux | Liste des morceaux | Liste des morceaux | Liste des morceaux | Liste des morceaux |
| No                 | Titre               | Durée              |                    |                    |                    |                    |                    |                    |                    |
| ------------------ | ------------------- | ------------------ | ------------------ | ------------------ | ------------------ | ------------------ | ------------------ | ------------------ | ------------------ |
| 1.                 | Thème de Thomas     | 2:41               |                    |                    |                    |                    |                    |                    |                    |
| 2.                 | Thomas et Dominique | 2:18               |                    |                    |                    |                    |                    |                    |                    |
| 3.                 | La fête triste      | 2:55               |                    |                    |                    |                    |                    |                    |                    |
| 4.                 | Mort de Thomas      | 3:45               |                    |                    |                    |                    |                    |                    |                    |
| 11:39              |                     |                    |                    |                    |                    |                    |                    |                    |                    |

## Autour du film
L'Insoumis a été interdit en février 1965, à la suite d'une plainte déposée par l'avocate Mireille Glaymann, qui avait été enlevée par l'OAS à Alger en 1962 tout comme l'héroïne du film. Maître Matarasso, avocat de la plaignante, avait fait valoir que la seconde partie de l'œuvre pouvait porter atteinte à la vie privée de sa cliente. Le film a été coupé de vingt-cinq minutes sur demande du tribunal. Le film ressort à l'hiver 1967-68 dans quelques salles,,.
Une photo d'Alain Delon, mort, tirée de la scène finale du film sert à illustrer la pochette de The Queen Is Dead, troisième album du groupe britannique The Smiths sorti en 1986,.